# 578-ма фольксгренадерська дивізія (Третій Рейх)
578-ма фольксгренадерська дивізія (Третій Рейх) (нім. 578. Volksgrenadier-Division) — піхотна дивізія народного ополчення (фольксгренадери) вермахту за часів Другої світової війни.

## Історія
578-ма фольксгренадерська дивізія сформована 25 серпня 1944 року в ході 32-ї хвилі мобілізації силами VII військового округу на території Імперської області Країна Варти (окупована Польща) на навчальному центрі у Серадзі за рахунок підрозділів розгромленої 212-ї піхотної дивізії. Але вже 17 вересня 1944 року її частини пішли на доукомплектування 212-ї фольксгренадерської дивізії.

## Райони бойових дій
- Польща (серпень — вересень 1944)

## Командування

### Командири
- генерал-лейтенант Франц Зенсфусс (нім. Franz Sensfuß) (25 серпня — 17 вересня 1944).

### Склад
| 1944                                      |
| ----------------------------------------- |
| 1192-й гренадерський полк                 |
| 1193-й гренадерський полк                 |
| 1194-й гренадерський полк                 |
| 1578-й артилерійський полк                |
| 1578-ма рота зв'язку                      |
| 1578-ме дивізійне управління забезпечення |